# Colletes wootoni
Colletes wootoni är en biart som beskrevs av Cockerell 1897. Colletes wootoni ingår i släktet sidenbin, och familjen korttungebin. Inga underarter finns listade i Catalogue of Life.